# Sadeltag
Sadeltag er tag dannet af to flader, der skærer hinanden i en rygning - ofte over bygningens midte. Konstruktionen støttes ved et såkaldt sadelhak i tagets spær, hvor remmen sidder.